# Fraternité de Tibériade
De Fraternité de Tibériade (kortweg de Tibériade) is een katholieke religieuze gemeenschap geïnspireerd door Franciscus van Assisi in Lavaux-Sainte-Anne in België. Deze gemeenschap is erkend door het bisdom Namen.
De gemeenschap telt ongeveer 32 broeders en 10 zusters.

## Geschiedenis

### Stichting
In 1979 legde broeder Marc Piret de kloostergeloften af bij Robert-Joseph Mathen, bisschop van Namen. Hij trok als kluizenaar naar de bossen van Lavaux-Sainte-Anne en leefde er 10 jaar alleen, totdat hij gezelschap kreeg van enkele broeders.
Sinds zijn engagement hebben 32 "mussen" (mannelijke leden) en 10 "mezen" (vrouwelijke leden - monialen) zijn nest vervuld. Zij worden aldus "moineau" genoemd omdat ze vaak wegvliegen om te gaan evangeliseren. Ze leiden een leven met een sterke broederlijke én missionaire dimensie. Ze zijn volledig afhankelijk van handenarbeid en bouwden bijvoorbeeld ook de gebouwen zelf. De nieuwe mussen en mezen krijgen een grondige studie en leren alle handvaardigheden die nodig zijn in de gemeenschap.

### Bart Verhack
In april 2015 verliet Marc Piret tijdelijk de gemeenschap om zich te herbronnen. De Vlaming Bart Verhack volgde hem op als algemene overste voor een periode van zes jaar. Verhack studeerde godsdienstwetenschappen aan de Katholieke Universiteit Leuven en trad in 1999 toe bij de Tibériade. In 2005 legde hij zijn kloostergeloften af en in 2007 werd hij tot priester gewijd.

## Kernwaarden
- Een sober en simpel leven.
- Een permanente zorg voor kwaliteit in het broederlijk leven.
- Vertrouwen en openheid aan het evangelie.
- Een eenheid door liefdadigheid en trouw.
- Niet meegaan met tendensen, maar durven met vertrouwen leven.
- Geen tijd verliezen in nutteloze twisten.

## Uitbreiding
De Tiberiade heeft ook gemeenschappen in Litouwen (Baltriskes bij Zarasai) en Congo (Kanzombi (Lukemi), Kikwit). Er trekt een broeder rond in China en zijn er gebedsgroepen in de Filipijnen (Cainta). De gemeenschap werkte ook tijdlang aan een Vlaamse stichting in het Oost-Vlaamse Strijpen alwaar de Sint-Antoniuskluis bewoond zou worden. Dit plan is echter na interne en externe moeilijkheden terug verlaten. 
Er zijn jongeren en gezinnen verbonden met deze gemeenschap waaruit gebedsgroepen ontstaan in Affligem, Berlaar, Etterbeek, Gent, Heverlee, Leuven, Louvain-la-Neuve, Maasmechelen en Namen, maar ook onder meer in Litouwen, Letland, Chili, Filipijnen en Congo.